# Clase Plunger
La Clase Plunger fue la primera clase de siete sumergibles de la Armada de los Estados Unidos, siendo utilizada principalmente como naves experimentales y de entrenamiento con vistas a capacitar al personal naval en el rendimiento y las operaciones con tales embarcaciones en el recién formado  "Silent Service" ("servicio silencioso").
También conocidos como la "Clase A" después de haber sido renombrados a designaciones de tipo A (A-1 al A-7) el 17 de noviembre de 1911; todos, excepto el USS Plunger (SS-2)/A-1, terminaron estacionados en Filipinas antes del comienzo de la Primera Guerra Mundial, en aquel entonces, una posesión colonial estadounidense; fueron enviados allí entibados en la cubierta de buques de transporte de la armada. 
En algunos casos, esta clase de submarinos se conoce como la Clase Adder, ya que el USS Adder SS-3/A-2 fue el primer barco de la clase en completarse.

## Servicio
Los Submarine Torpedo Boat de la Clase Plunger se construyeron a principios del siglo XX en gran parte como buques experimentales. El prototipo, llamado Fulton, se vendió más tarde a la Armada Imperial Rusa pasando a llamarse Som – Сом y fue el primero de una clase (Clase Som) de siete unidades construidas bajo licencia en los astilleros Nevsky en Ust-Izhora, (San Petersburgo). La Clase Plunger se construyó en dos ubicaciones diferentes en ambas costas de los Estados Unidos.
Los cinco barcos de la costa este se basaron en New Suffolk, NY. desde 1903 hasta 1905, lo que permitió a la localidad afirmar ser la primera base de submarinos en los Estados Unidos. El escuadrón se trasladó de New Suffolk a Newport (Rhode Island)  en 1905, donde se utilizaron para probar modelos de torpedos y desarrollar tácticas submarinas.
Theodore Roosevelt se convirtió en el primer presidente estadounidense en descender en un submarino, el Plunger el 25 de agosto de 1905 en Oyster Bay, Long Island, NY.
En 1908, los SS-3, SS-5, SS-7 y SS-8 fueron trasladados en buques de transporte a la base naval de Subic Bay, Filipinas; a ellos se unieron en 1915 los SS-4 y SS-6 trasportados a bordo del collier (carbonero) de la armada USS Caesar (AC-16) donde sirvieron durante la Primera Guerra Mundial.
La clase recibió símbolos alfanuméricos de clasificación de casco (SS-2, SS-3, etc.) el 17 de julio de 1920, después de que todos menos el Grampus (SS-4) y Pike (SS-6) habían sido desmantelados. Seis de los buques de la Clase Plunger fueron desmantelados en julio de 1921 en Filipinas, y todos sirvieron de barcos objetivo y, menos el Plunger; fueron dados de baja del Registro Naval el 26 de enero de 1922.

## Buques de la clase
| Designación: | Submarine Torpedo Boat No. 3, SS-3 |  |
| Astillero:   | Crescent Shipyard , Elizabeth (Nueva Jersey) |  |
| Iniciado:    | 21 de mayo de 1901 |  |
| Botado:      | 1 de febrero de 1902 |  |
| Operador:    | US Navy |  |
| Comisionado: | - 19 de septiembre de 1903 como USS Plunger - Desarmado el 3 de noviembre de 1905 - Comisionado de nuevo el 7 de marzo de 1907 - Desarmado (fecha desconocida) - Autorizado como objetivo experimental, designado Target E el 29 de agosto de 1916 |  |
| Baja:        | del Registro Naval, 24 de febrero de 1913 |  |
| Destino:     | Vendido para desguace, 26 de enero de 1922 |  |
| Operaciones: | Pruebas con torpedos, entrenamiento, Theodore Roosevelt "Tour". Segundo submarino de la US Navy en ser descomisionado |  |

| Designación: | Submarine Torpedo Boat No. 2, SS-2 |  |
| Astillero:   | Crescent Shipyard, Elizabeth (Nueva Jersey) |  |
| Iniciado:    | 3 de octubre de 1900 |  |
| Botado:      | 22 de julio de 1901 |  |
| Operador:    | US Navy |  |
| Comisionado: | - 12 de enero de 1903 - Desarmado el 26 de julio de 1909 para su transporte a Filipinas - Comisionado de nuevo el 10 de febrero de 1910 - Desarmado, 12 de diciembre de 1919 |  |
| Baja:        | del Registro Naval, 16 de enero de 1922 |  |
| Destino:     | Designado para su uso como blanco el 24 de septiembre de 1920 |  |
| Operaciones: | Prueba de torpedos, entrenamiento, patrullas en tiempo de paz |  |

| Designación: | Submarine Torpedo Boat No. 4, SS-4 |  |
| Astillero:   | Union Iron Works, Potrero Point, S. Francisco CAL. |  |
| Iniciado:    | 10 de diciembre de 1900 |  |
| Botado:      | 31 de julio de 1902 |  |
| Operador:    | US Navy |  |
| Comisionado: | - 28 de mayo de 1903 Mare Island Navy Yard, Vallejo, CA - Desarmado, 28 de noviembre de 1906; atracado en Mare Island - Comisionado de nuevo el 17 de abril de 1915 en Subic Bay (Filipinas) |  |
| Baja:        | del Registro Naval el 16 de enero de 1922 |  |
| Destino:     | Desarmado el 25 de julio de 1921 en Cavite Navy Yard, PI;. Hundido como barco objetivo |  |
| Operaciones: | Trabajos de socorro durante el Terremoto de San Francisco de 1906 |  |

| Designación: | Submarine Torpedo Boat No. 5 SS-5 |  |
| Astillero:   | Crescent Shipyard , Elizabeth (Nueva Jersey) |  |
| Iniciado:    | 8 de noviembre de 1900 |  |
| Botado:      | 20 de agosto de 1901 |  |
| Operador:    | US Navy |  |
| Comisionado: | - 17 de enero de 1903 - Desarmado el 15 de junio de 1904; atracado en Norfolk, VA. - Comisionado de nuevo el 10 de febrero de 1910 en Filipinas - Desarmado el 12 de diciembre de 1919 en Cavite Navy Yard |  |
| Baja:        | del Registro Naval el 16 de enero de 1922 |  |
| Destino:     | Nave objetivo |  |
| Operaciones: | Entrenamientos, pruebas, patrullas en tiempo de paz |  |

| Designación: | Submarine Torpedo Boat No. 6 SS-6 |  |
| Astillero:   | Union Iron Works, Potrero Point, S. Francisco CAL. |  |
| Iniciado:    | 10 de diciembre de 1900 |  |
| Botado:      | 14 de enero de 1903 |  |
| Operador:    | US Navy |  |
| Comisionado: | - 28 de mayo de 1903, en Mare Island Navy Yard, Vallejo, CA - Desarmado, 28 de noviembre de 1906; atracado en Bermerton, WA. - Comisionado de nuevo el 17 de abril de 1915 en Olongapo, (Filipinas) - Desarmado el 25 de julio de 1921 |  |
| Baja:        | del Registro Naval, 16 de enero de 1922 |  |
| Destino:     | Designado como objetivo. Destino desconocido |  |
| Operaciones: | Terremoto de San Francisco de 1906, trabajos de socorro, entrenamiento, pruebas y patrullas portuarias |  |

| Designación: | Submarine Torpedo Boat No. 7 SS-7 |  |
| Astillero:   | Crescent Shipyard]] , Elizabeth (Nueva Jersey) |  |
| Iniciado:    | 13 de diciembre de 1900 |  |
| Botado:      | 23 de septiembre de 1901 |  |
| Operador:    | US Navy |  |
| Comisionado: | - 19 de septiembre de 1903 en New Suffolk, NY. - Desarmado el 21 de abril de 1907 en New York Navy Yard; Comisionado de nuevo el 20 de noviembre de 1908 en Cavite Navy Yard - Desarmado, 12 de diciembre de 1919 |  |
| Baja:        | del Registro Naval e 16 de enero de 1922 |  |
| Destino:     | autorizada como nave objetivo en julio de 1921 |  |
| Operaciones: | Whiting experiment, otros ensayos, patrullas portuarias |  |

| Designación: | Submarine Torpedo Boat No. 8 SS-8 |  |
| Astillero:   | Crescent Shipyard]] , Elizabeth (Nueva Jersey) |  |
| Iniciado:    | 11 de enero de 1901 |  |
| Botado:      | 19 de octubre de 1901 |  |
| Operador:    | US Navy |  |
| Comisionado: | 19 de septiembre de 1903 - Desarmado el 21 de abril de 1908 en New York Navy Yard - Transportado al Cavite Navy Yard, y vuelto a poner en servicio el 14 de agosto de 1909 - Desarmado el 12 de diciembre de 1919 en Cavite |  |
| Baja:        | del Registro Naval, 16 de enero de 1922 |  |
| Destino:     | autorizado para uso como nave objetivo |  |
| Operaciones: | Pruebas con torpedos, patrullas de la bahía de Manila |  |